# Електричний рубанок

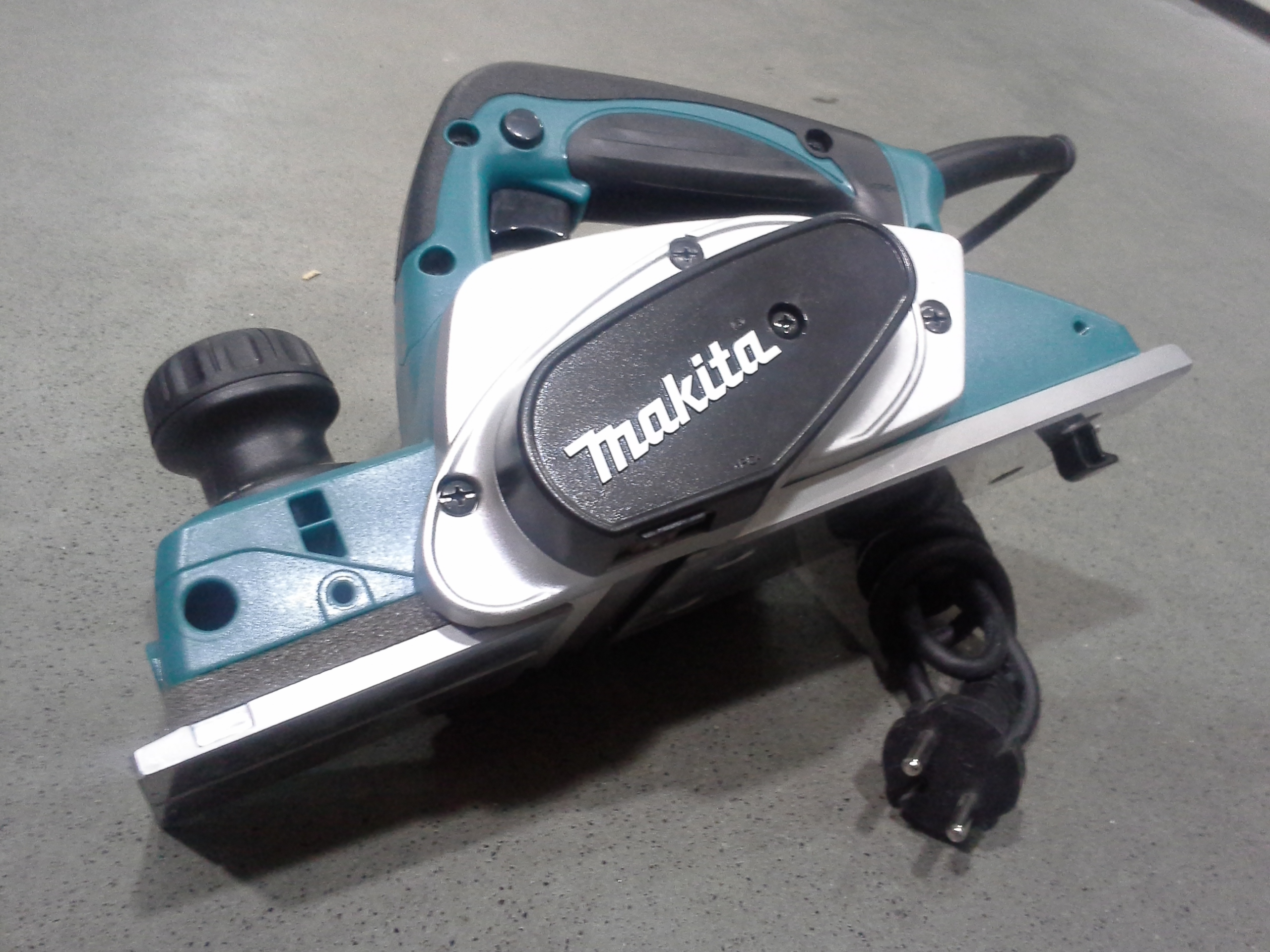
Електричний рубанок

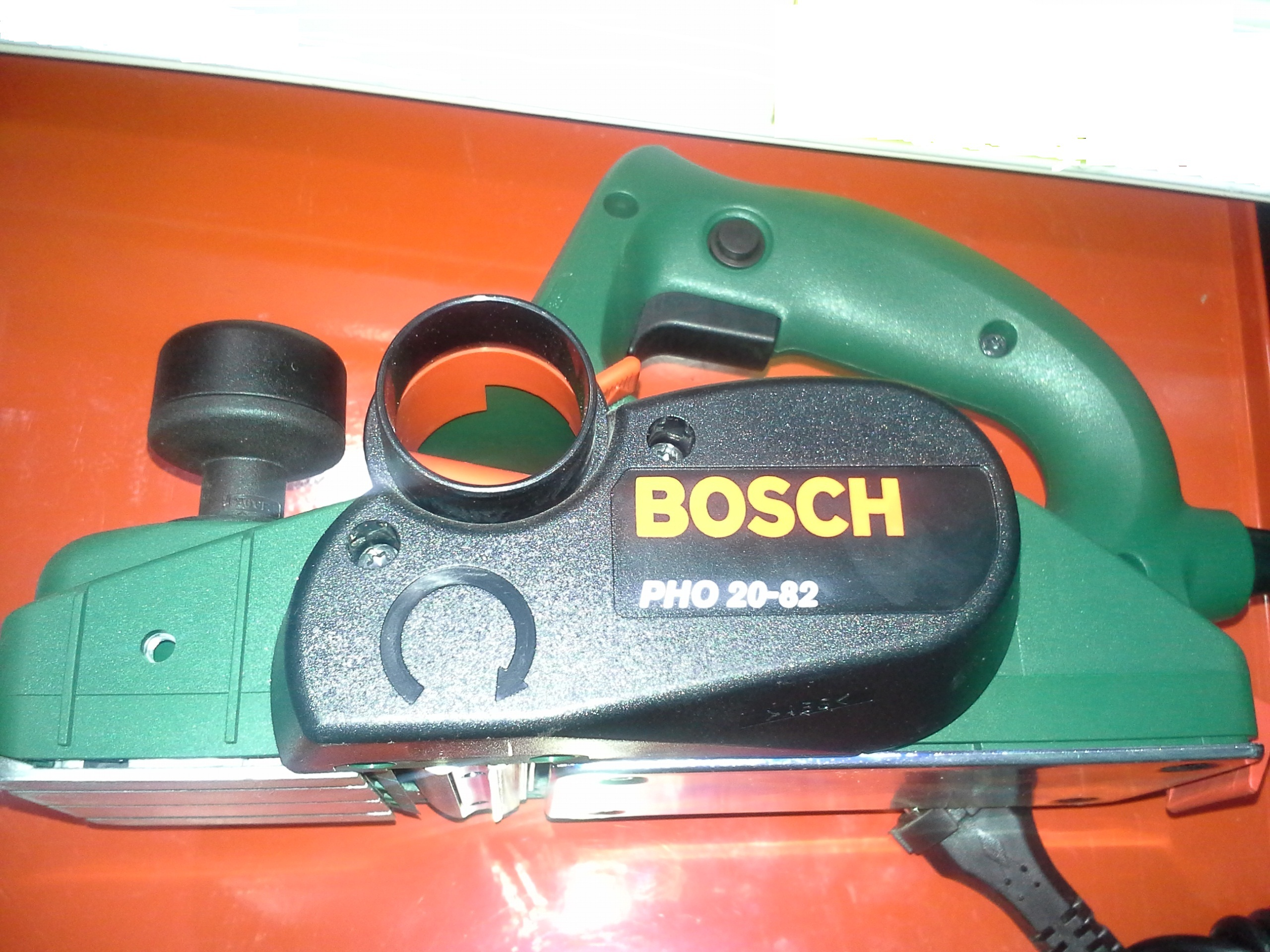
Електричний рубанок з патрубком для відводу стружки

Електри́чний руба́нок — ручний або стаціонарний деревообробний електроінструмент для стругання.
За допомогою електрорубанків можна обробляти плоскі поверхні суцільної деревини, а також виготовляти в суцільній деревині пази і фальці. Електрорубанки переважно застосовуються для виконання припасувальних робіт на будівельному майданчику.

## Різновиди
- Ручний — з універсальним колекторним електричним двигуном.
- Стаціонарний — з асинхронним електродвигуном.

Ширина стругання у легких ручних електрорубанків (відповідно довжина ножів у барабані) 50, 75, 82, 100, 110 мм. Ножі можуть бути дво- або однобічними.
Електрорубанки можуть бути як з живленням від електромережі (220–230В), так і акумуляторними (18В).

## Будова і принцип роботи
Рубанок складається з вбудованого електродвигуна потужністю 500…2500 Вт, ротор якого обертається в двох підшипниках кочення. На кінці вала ротора насаджений ведучий шків, що приводить в обертання через клинопасову передачу ножовий барабан (фрезу) з двома плоскими ножами. Швидкість обертання барабана з ножами повинна бути не меншою за 10000 об/хв. На практиці, щоб отримати достатньо чисту поверхню обробки, це значення повинно починатися з 12000 об/хв. Чим твердіша деревина, тим вищою повинна бути швидкість обертання барабана.
Рубанки мають передню (рухому) і задню (нерухому), відлиту разом з корпусом, панелі (лижі).
Спеціальним механізмом опускають і піднімають передню лижу, регулюючи цим глибину фрезерування (стругання). Регулятор глибини стругання, як правило, є одночасно передньою рукояткою. Глибина стругання регулюється в більшості випадків від 0 до 3,5 мм. Рубанок можна використовувати як напівстаціонарний верстат, закріпивши на столі або верстаку панелями вгору і встановивши знімне захисне загородження, що захищає руки від контакту з барабаном (фрезою) з ножами.
Викид стружки здійснюється через спеціальний патрубок до якого може бути приєднаний будівельний пилосос чи мішок для збирання пилу. Викидання стружки зазвичай здійснюється на правий бік, але іноді зустрічаються моделі з можливістю викиду на обидва боки за вибором користувача.
Ширина стругання може регулюватися за допомогою спеціального бокового упора, що входить в комплект рубанка. Декілька V-подібних рівців, виконаних на усю довжину підошви, дозволяють знімати фаску з кутів заготовки.

## Робота електрорубанками

### Підготовка до роботи
Перед роботою перевіряють правильність заточування і встановлення ножів. Леза ножів повинні бути випущені однаково і знаходитися на одному рівні із задньою панеллю (лижею). Маса ножів також повинна бути однаковою.
До встановлення ножі слід ретельно загострити і збалансувати ножовий вал (барабан) так, щоб він обертався без биття. Кут загострення ножів повинен становити 40…42°. Кріпити ножі до вала слід міцно, причому різальна крайка повинна виступати на величину 1,5…1 мм за циліндричну поверхню барабана, а леза ножів повинні бути строго паралельними до осі барабана (вала).

### Стругання
Вставляють штепсельну вилку в мережу, натискають на курок, включають електродвигун. Коли ножовий вал досягне потрібної частоти обертання, електрорубанок опускають на оброблюваний матеріал, закріплений на верстаку або столі. Матеріали, що підлягають обробці, повинні бути очищені від пилу, бруду, снігу. Електрорубанок потрібно подавати вперед повільно, щоб при зіткненні з деревиною не відбулося різкого поштовху, і рівномірно, без прикладення великих зусиль до рукоятки.
Зусилля працюючого повинно прикладатись лише для просування електрорубанка. При обробці деревини середньої твердості швидкість подачі повинна бути 1,5…2 м/хв. При роботі електрорубанок просувають по матеріалу по прямій лінії, без перекосів, стежачи за тим, щоб під панелі (лижі) не потрапляла стружка чи тирса.
Після першого проходу (якщо необхідно почати повторну обробку ділянки або на ділянці поряд з обробленою) електродвигун вимикають і з вимкненим електрорубанком повертаються у вихідне положення, після чого електродвигун включають і знову починають працювати. У перервах електрорубанок вимикають і ставлять панелями (лижами) вгору або кладуть на бік. По вібрації рубанка перевіряють балансування ножів, а також люфт в підшипниках барабана. При отриманні нечистої поверхні обробки перевіряють загострення ножів і очищають рубанок від стружки.
Стружка відводиться через розташований збоку патрубок для видалення стружки. Ножовий вал звільняється поворотним кожухом тільки при відведенні його назад заготовкою на початку проходу. Після закінчення роботи кожух знову закриває ножовий блок завдяки силі натягу пружини. Стандартна ширина ножового вала для внутрішніх опоряджувальних робіт становить 75 мм. Електрорубанки можна класти на підкладку тільки після повної зупинки ножового вала.